# Gerardo Farrell
Gerardo Tomás Farrell Cahill (Morón, 18 de octubre de 1930—Buenos Aires, 19 de mayo de 2000), fue un sacerdote católico, sociólogo y teólogo argentino, obispo coadjutor de la Diócesis de Quilmes desde 1997 hasta su fallecimiento. Monseñor Farrell es considerado uno de los mayores expertos en Doctrina Social de la Iglesia en Argentina.

## Vida y obra
Perteneciente a una tradicional familia hiberno-argentina, Gerardo Farrell estudió en el Instituto San José de Morón. Desde 1953 hasta 1960 Farrell cursó sus estudios de Filosofía y Teología en el Seminario Mayor San José en La Plata. Farrell se ordenó sacerdote el 15 de agosto de 1960 por el obispo Miguel Raspanti. Casi la totalidad de su ministerio como sacerdote lo desarrolló en su Diócesis de Morón. En 1963 obtuvo su Licenciatura en Ciencias Económicas, en la Universidad Católica de Lovaina. Junto con monseñor Raspanti, Farrell fue cofundador de la Escuela Diocesana de Servicio Social en 1964, donde se desempeñó como director y docente. En el ámbito educativo, monseñor Farrell fue profesor de Sociología Pastoral y de Doctrina Social de la Iglesia en la Facultad de Teología de la Universidad Católica Argentina y de Sociología en la Universidad de Morón.
Farrell se inició en el presbiterado en Morón en el momento en que grandes cantidades de personas inmigraban desde las provincias del interior y se establecían en la antes bucólica y rural campaña bonaerense durante el advenimiento del peronismo. Estas inmensas poblaciones de inmigrantes se encontraban desarraigadas y con grandes necesidades materiales y espirituales insatisfechas. Fue Farrell quien ayudó primero al obispo Miguel Raspanti y luego a Justo Oscar Laguna en la organización pastoral y social de la Diócesis de Morón. Farrell fue miembro del grupo de sacerdotes que trataron de implementar en Argentina las reformas del Concilio Vaticano II. Farrell participó del grupo de teólogos que asesoró a la Comisión Episcopal de Pastoral (COEPAL).
Farrell ocupó numerosos cargos dentro de la Iglesia Católica de Argentina:
- Secretario Ejecutivo de la Comisión Episcopal de Pastoral (COEPAL) (1967-1972)
- Secretario de la Comisión episcopal de Pastoral Social en dos oportunidades, desde 1982 hasta 1984 y desde 1987 hasta 1993[3]
- Presidente del Consejo de Educación Católica de la Provincia de Buenos Aires (1997)
- Presidente del Primer Congreso de Educación Católica bonaerense (1998)

El 12 de noviembre de 1969, monseñor Raspanti lo puso al frente de la Vicaría Episcopal de Pastoral de Morón.
En 1977 el Papa Pablo VI le otorgó a Gerardo Farrell el título de Prelado de Honor —anteponiendo a su nombre el título de monseñor— por su destacada labor sacerdotal.
Junto con el padre Lucio Ger, monseñor Farrell fue perito de los obispos argentinos que concurrieron al Sínodo de América, celebrado en Roma en noviembre de 1997.
En 1997, debido al delicado estado de salud del obispo de Quilmes Jorge Novak —quien sufría del Síndrome de Guillain-Barré —, monseñor Farrell es ordenado obispo y designado coadjutor del obispo Novak. En 1999 a monseñor Farrell se le diagnostica cáncer y al año siguiente fallece, reasumiendo la totalidad de sus funciones el obispo Novak.

## Reconocimientos
Entre las distinciones recibidas se cuentan:
- En 1990, el Concejo Deliberante de Morón declaró a monseñor Farrell ciudadano ilustre de Morón.[8]
- El 18 de agosto de 2004 la Escuela Diocesana de Servicio Social de Morón —— una Escuela Superior de la Universidad de Morón— fue bautizada con el nombre «Monseñor Gerardo Farrell»[9] En la escuela se ha conformado un grupo estudiantil llamado el Centro de Estudiantes de Morón Gerardo Farrell (CEMGF).
- El 9 de abril de 2005, la Cátedra Abierta de Educación, perteneciente a la Facultad de Filosofía y Ciencias de la Educación y Humanidades de la Universidad de Morón, recibe el nombre de «Monseñor Farrell»
- En la Universidad Católica Argentina se ha conformado el denominado «Grupo de pensamiento social de la Iglesia Mons. Gerardo Farell», un grupo interdisciplinario de teólogos, economistas y sociólogos que tiene por objeto reflexionar, discutir y difundir el pensamiento social de la Iglesia.[10]
- En 2001, a un año de su muerte se presentó el libro «Mons. Gerardo Farrell, un testimonio vigente».[11]

## Libros
- Situación social de Morón, Merlo y Moreno (1971; 1973, en colaboración)
- Comentario a la Evangelii Nuntiandi (1978)
- Iglesia y Pueblo en Argentina (1976; 1986; 1988; 1992)
- Argentina como Cultura. Reflexiones sobre modernización y liberación (1988)
- Magisterio Social Latinoamericano
- Magisterio social latinoamericano a los 25 años de Medellín (1994)
- Doctrina Social de la Iglesia (1983; 1984; 1991)
- Liberalismo, Iglesia y Nuevo Orden (1991)
- Desempleo, Globalidad y Ciencia Económica (1997)
- Argentina: Alternativas frente a la globalización (1999, en colaboración)
- Claroscuros en la Celebración del V Centenario
- Religiosidad Popular y Fe (1979, en colaboración)
- El Poder de los Jueces en el Estado de Derecho (1991)
- Moral Social. Perspectiva de la Doctrina Social Cristiana, 1995 (en colaboración)
- Jubileo del Tercer Milenio, (1995, en colaboración)
- Argentina Tiempo de Cambios. Sociedad, Estado (1996, en colaboración)